# Lubanie
Lubanie – wieś w Polsce położona w województwie kujawsko-pomorskim, w powiecie włocławskim, w gminie Lubanie.
Wieś duchowna, własność kapituły włocławskiej, położona była w II połowie XVI wieku w powiecie brzeskokujawskim województwa brzeskokujawskiego. W latach 1954–1972 wieś należała i była siedzibą władz gromady Lubanie. W latach 1975–1998 miejscowość administracyjnie należała do województwa włocławskiego. Według Narodowego Spisu Powszechnego (III 2011 r.) liczyła 824 mieszkańców. Wieś jest siedzibą gminy Lubanie oraz największą jej miejscowością.

## Historia
Wzmiankowana w testamencie komesa Boguszy z 1258 roku. W II połowie XVI wieku wieś była własnością kapituły włocławskiej.

## Zabytki
Według rejestru zabytków NID na listę zabytków wpisany jest zespół kościoła parafialnego pw. św. Mikołaja, 1909, nr rej.: A/479/1-3 z 25.03.1994:
- kościół
- dzwonnica
- ogrodzenie z bramą.